# Marailguan
Marailguan (Penelope marail) är en fågel i familjen trädhöns inom ordningen hönsfåglar.

## Utbredning och systematik
Marailguan delas in i två underarter:
- P. m. marail – förekommer i tropiska Guyanaregionen och östra Venezuela (söder om Orinoco)
- P. m. jacupeba – förekommer i sydöstra Venezuela och norra Amazonområdet i Brasilien

## Status och hot
Arten har ett stort utbredningsområde och en stor population, men tros minska i antal, dock inte tillräckligt kraftigt för att den ska betraktas som hotad. IUCN kategoriserar därför arten som livskraftig (LC).

## Namn
Fågelns svenska och vetenskapliga namn kommer av karibfolkets marai för en guan, omstavat av europeiska författare som marail eller maraye.